# Elecciones generales de Túnez de 1999
Las elecciones generales de Túnez se llevaron a cabo el 24 de octubre de 1999 para elegir a un presidente y a la Cámara de Diputados. Por primera vez en la historia hubo más de un candidato en la elección presidencial; el requisito de larga data para los posibles candidatos de obtener al menos 30 parlamentarios apoyándolo se habían levantado meses antes. Sin embargo, Zine El Abidine Ben Ali ganó fácilmente un tercer mandato de cinco años con una inverosímil 98.4 por ciento de los votos. Su partido, la Agrupación Constitucional Democrática ganó 148 de los 183 escaños de la Cámara de Diputados. La participación electoral fue del 92%.

## Resultados

### Presidenciales
| Candidatos                                                                                                | Candidatos               | Partidos                              | Votes     | %      |
| --- | ------------------------ | ------------------------------------- | --------- | ------ |
| | Zine El Abidine Ben Ali  | Agrupación Constitucional Democrática | 3.269.067 | 98.45  |
| | Mohemed Belhaj Amor      | Partido de la Unidad Popular          | 10.594    | 1.31   |
| | Abderrahmen Tlili        | Unión Democrática Unionista           | 7.560     | 0.23   |
| Votos en blanco/anulados                                                                                  | Votos en blanco/anulados | Votos en blanco/anulados              |           | -      |
| Total | Total                    | Total                                 |           | 100.00 |
| Fuente: (en francés) Samir Gharbi, « Radiographie d'une élection », Jeune Afrique, 2 de noviembre de 1999 |                          |                                       |           |        |

### Legislativas
| Partidos                 | Partidos                                 | Votos     | %         | Escaños | +/– |
| ------------------------ | ---------------------------------------- | --------- | --------- | ------- | --- |
|                          | Agrupación Constitucional Democrática    |           |           | 148     | +4  |
|                          | Movimiento de los Demócratas Socialistas |           |           | 13      | +3  |
|                          | Partido de la Unidad Popular             |           |           | 7       | +5  |
|                          | Unión Democrática Unionista              |           |           | 7       | +4  |
|                          | Movimiento Ettajdid                      |           |           | 5       | +1  |
|                          | Partido Social Liberal                   |           |           | 2       | +2  |
| Votos válidos            | Votos válidos                            | 3,091,062 | 99.7      | 182     | +19 |
| Votos en blanco/anulados | Votos en blanco/anulados                 | 9,036     | 0.3       |         |     |
| Total                    | Total                                    | 3,100,098 | 100.0     |         |     |
| Participación            | Participación                            | 91.5      | 91.5      |         |     |
| Electorado               | Electorado                               | 3,387,542 | 3,387,542 |         |     |
| Fuente: IPU.org          |                                          |           |           |         |     |